# リピト・エンリル
リピト・エンリル（dli-pí-it den.líl、Lipit-Enlil）は、古代メソポタミアの都市国家・イシン第1王朝の王。
シュメール王名表とウル・イシン王名表との名と治世が一致するところにより、在位期間は低年代説によると紀元前1810年から紀元前1806年、中年代説によると紀元前1873年から紀元前1869年。5年間統治していた。ブール・シーンの子。

## 略歴
リピト・エンリルについての碑文は知られていない。リピト・エンリルの短い治世は相対的に安定した時代に終わりを告げ、リピト・エンリルはイルラ・イミッティの後継者となったが、シュメール王名表では省略されているため、リピト・エンリルの親族に関しては不明である。リピト・エンリルと彼の後継者の両方とも、王の賛美歌や奉納の祈りがないが、その理由をウィリアム・ハロはラルサとの紛争が始まったためではないかと推測している。
ニップルのニヌルタ、é-šu-me-ša4の寺院のアーカイブは、イシン（1810年）のリピト・エンリルの1年からリム・シン1世（1730年）の28年まで、75年以上にわたって拡張され、それらがパルティア時代にイナンナの寺院のための埋立てとして使用されたときに損傷した。420枚の断片は、利用可能な富の多くを吸収して繁栄した寺院経済を示している。リピト・エンリルが即位した年に続く年号は全て、エンリルの神殿への贈り物を記念している。